# کازیمیر گایدوش
کازیمیر گایدوش (چکی: Kazimír Gajdoš؛ زادهٔ ۲۸ مارس ۱۹۳۴ - درگذشته ۸ نوامبر ۲۰۱۶) یک بازیکن فوتبال اهل چکسلواکی بود.
وی سابقه ۴ بازی در تیم ملی فوتبال چکسلواکی را در کارنامه دارد.